# Tellervo (djur)
Tellervo är ett släkte av fjärilar. Tellervo ingår i familjen praktfjärilar.

## Bildgalleri

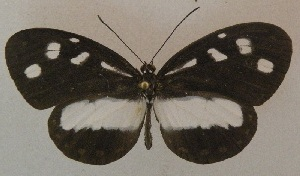

## Dottertaxa tillTellervo, i alfabetisk ordning[1]
- Tellervo addenda
- Tellervo adriaansei
- Tellervo aequicinctus
- Tellervo albastola
- Tellervo albistola
- Tellervo angustata
- Tellervo antipatrus
- Tellervo aparica
- Tellervo arctifascia
- Tellervo arikata
- Tellervo aruensis
- Tellervo assarica
- Tellervo australis
- Tellervo balina
- Tellervo bentenga
- Tellervo biakensis
- Tellervo bibussa
- Tellervo birungensis
- Tellervo boeroeensis
- Tellervo chaoaspina
- Tellervo choaspes
- Tellervo choaspina
- Tellervo claribella
- Tellervo coalescens
- Tellervo coarctata
- Tellervo conjuncta
- Tellervo diapientis
- Tellervo digulica
- Tellervo disjuncta
- Tellervo distincta
- Tellervo donia
- Tellervo dravidarum
- Tellervo emona
- Tellervo euploeomorpha
- Tellervo evages
- Tellervo exilis
- Tellervo exoticus
- Tellervo fallax
- Tellervo formosa
- Tellervo fruhstorferi
- Tellervo gariata
- Tellervo gautama
- Tellervo gautamoides
- Tellervo gelo
- Tellervo goana
- Tellervo hamata
- Tellervo hiempsal
- Tellervo hiero
- Tellervo incisa
- Tellervo infumatus
- Tellervo ino
- Tellervo insignis
- Tellervo ishmoides
- Tellervo jacouleti
- Tellervo joannisi
- Tellervo jobinus
- Tellervo julia
- Tellervo jurriaansei
- Tellervo kalawara
- Tellervo kordonis
- Tellervo koshunensis
- Tellervo kroeseni
- Tellervo kuchingana
- Tellervo kurarensis
- Tellervo leonora
- Tellervo leopardus
- Tellervo leucoglene
- Tellervo leucoptera
- Tellervo limetanus
- Tellervo limniace
- Tellervo macrofallax
- Tellervo makassara
- Tellervo malayensis
- Tellervo mangiolina
- Tellervo medusia
- Tellervo meforicus
- Tellervo melane
- Tellervo melissa
- Tellervo melissina
- Tellervo melittula
- Tellervo mendica
- Tellervo mercedonia
- Tellervo microsticta
- Tellervo mistella
- Tellervo moaria
- Tellervo moderata
- Tellervo moorei
- Tellervo morgeni
- Tellervo musikanos
- Tellervo mutina
- Tellervo myrsilos
- Tellervo mysolensis
- Tellervo mysoriensis
- Tellervo nais
- Tellervo nedusia
- Tellervo neomelissa
- Tellervo nephthys
- Tellervo neptunica
- Tellervo neumanni
- Tellervo nigra
- Tellervo niveipicta
- Tellervo nocturalis
- Tellervo norinia
- Tellervo obscurata
- Tellervo orestilla
- Tellervo orientalis
- Tellervo oxynthas
- Tellervo palawana
- Tellervo pallidula
- Tellervo pandora
- Tellervo pantanus
- Tellervo parvipuncta
- Tellervo paryadres
- Tellervo pelagia
- Tellervo petiverana
- Tellervo phrynichus
- Tellervo protoneptunia
- Tellervo roonensis
- Tellervo rufiventris
- Tellervo salomonis
- Tellervo sarcapus
- Tellervo sassina
- Tellervo sedunia
- Tellervo septentrionalis
- Tellervo septentrionides
- Tellervo septentrionis
- Tellervo singaria
- Tellervo sontinus
- Tellervo strymon
- Tellervo suanetes
- Tellervo subnubila
- Tellervo talautensis
- Tellervo tibula
- Tellervo trasinanus
- Tellervo tumanana
- Tellervo tutuilae
- Tellervo waigeuensis
- Tellervo valentia
- Tellervo vaneeckeni
- Tellervo variegatus
- Tellervo vereja
- Tellervo vetus
- Tellervo vetusta
- Tellervo wollastoni
- Tellervo yala
- Tellervo zephoris
- Tellervo zoilus